# Luiz Carlos Guarnieri
Luiz Carlos Guarnieri (* 13. August 1971 in Mogi Mirim) ist ein ehemaliger brasilianischer Fußballspieler.

## Karriere
Carlos spielte in seiner brasilianischen Heimat für den Mogi Mirim EC. 1995 wechselte er zum japanischen Zweitligisten Kyōto Purple Sanga. 1995 wurde er mit dem Verein Vizemeister der zweiten Liga und stieg in die erste Liga auf. Für Kyōto bestritt er 72 Ligaspiele und schoss dabei neun Tore. 1998 kehrte er nach Brasilien zurück. Hier spielte er bis 2000 für Coritiba FC. Danach spielte er bei Atlético Mineiro und Santa Cruz FC.